# Moldavanskoe
Moldavanskoe (în rusă Молдаванское; în traducere – „moldovenesc”) este localitatea de reședință a comunei Moldavanskoe din raionul Krîmsk al ținutului Krasnodar, Rusia. Localitatea este situată la 8 kilometri de centrul raional – orașul Krîmsk.

## Etimologie
Denumirea satului se trage de la etnonimul moldoveni.

## Istorie
Satul a fost întemeiat în 1872 de către țărani moldoveni din gubernia Basarabia a Imperiului Rus. Coloniștii au adus cu ei și introdus în regiune culturile de porumb, pomi fructiferi și viță-de-vie. De atunci, în raionul Krîmsk începând să se dezvolte viticultura. Până la Revoluția din Octombrie în sat erau 610 de gospodării, cu 2.516 de locuitori.
În timpul ocupației, satul a fost vizitat în noiembrie 1942 de către ministrul român de război Constantin Pantazi. La inițiativa lui Pantazi, 8.000 de moldoveni au fost strămutați din Moldavanskoe în nordul Transnistriei în aprilie 1943 și plasați în sate ai căror locuitori au fost deportați din fostele colonii germane din sud-vestul Transnistriei.

## Vezi și
- Moldovka, Krasnodar
- Moldovka, Holovanivsk
- Moldavanka, Kirovohrad
- Moldovanka, Rozdilna
- Kișiniovka

## Legături externe
Hărți
- ru Топографические карты/ L-37-112. Новороссийск - 1 : 100 000